# OA

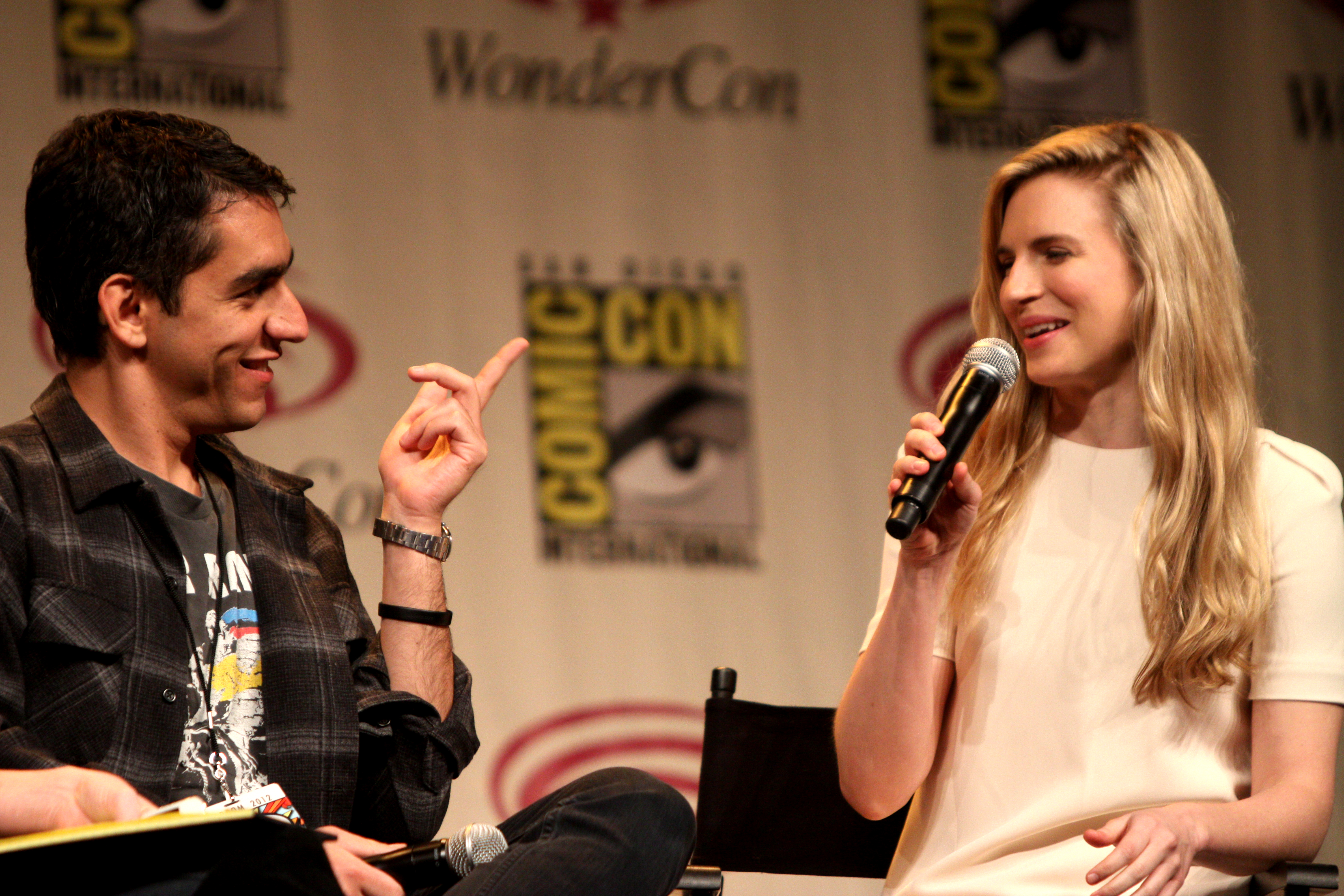
Tvůrci seriálu na diskusi na kalifornském WonderConu (2012)

OA (v anglickém originále The OA) je mysteriózní seriál americké tvůrčí dvojice Brit Marling a Zal Batmanglij, který produkuje webová televize Netflix od roku 2016. Po filmech Sound of My Voice (2011) a The East (2013) se jedná se o třetí velký projekt tvůrců. V díle znovu pracují s motivy kultu a zkoumají psychologii sociální konformity. Seriál nese prvky psychologického dramatu, science fiction a nadpřirozené fikce.
Dne 8. února 2017 bylo oznámeno, že seriál získal druhou řadu, která měla premiéru 22. března 2019. Dne 5. srpna 2019 byl seriál po dvou řadách zrušen.

## Synopse
Hlavní postavou, jíž ztvárnila právě Marling, je slepá dívka Prairie, která ve svých 21 zmizela. Po sedmi záhadných letech se vrací zpátky do svého rodného Crestwoodu, nyní ale vidí.

## Příběh
V první scéně vidíme snímek z mobilu zachycující Prairie skákat z mostu. Prairie se probouzí v nemocnici, kde ji navštíví její rodiče, které vidí poprvé v životě. Zjistíme, že Prairie si začala říkat "OA" a že hledá muže jménem Homer. Postupně začne pětici z Crestwoodu vyprávět příběh svého života, od raného mládí v sídle oligarchů u Moskvy, přes svoji cestu do Ameriky, až po den, kdy se rozhodne na základě svých nočních můr jít hledat svého otce do New Yorku. Protože však nemá, jak by slepá svého otce našla, hraje v metru na housle skladby, které se v Rusku naučila. Nalezne ji však anesteziolog Hap, kterého následuje a který ji po dalších 7 let drží, aby skrze její zážitky blízké smrti mohl zkoumat posmrtný život a lidské vědomí.

## Umělecký záměr
V rozhovorech tvůrci uvádí, že scénář psali s "novelistickým přístupem". To se projevuje na různých délkách epizod (31-71 minut) a na užité rámcové lineární kompozici. Design scén navazuje na kultovní filmové tvůrce jakými je Kubrick a Hitchcock a tematicky se seriál inspiruje biblickými příběhy, ale i mayskou a ruskou mytologií. Pro celý seriál je specifický symbolismus v ztvárnění filosofických problémů moderní společnosti. Část díla také tvoří jeho prezentace na sociálních sítích, tvůrci vytvořili komplexní instagramovou síť, která skrze množství hádanek spojuje řadu motivů v seriálu.

## Obsazení

### Hlavní postavy
- Brit Marling jako Prairie Johnson / OA
- Emory Cohen jako Homer Roberts[9]
- Scott Wilson jako Abel Johnson, Prairiin adoptivní otec
- Phyllis Smith jako Elizabeth "Betty" Broderick-Allen[10]
- Alice Krige jako Nancy Johnson, Prairiina adoptivní matka
- Patrick Gibson jako Steve Winchell[11]
- Brendan Meyer jako Jesse
- Brandon Perea jako Alfonso "French" Sosa
- Ian Alexander jako Buck Vu[12]
- Jason Isaacs jako Dr. Hunter Aloysius "Hap" Percy[13]

### Hostující postavy
- Hiam Abbass jako Khatun
- Zoey Todorovsky jako Nina Azarova, mladá Prairie Johnson
- Marcus Choi jako Mr. Vu
- Robert Eli jako ředitel Gilchrist
- Nikolai Nikolaeff jako Roman Azarov, Ninin otec
- Will Brill jako Scott Brown
- Sharon Van Etten jako Rachel[14]
- Riz Ahmed jako FBI psycholog Elias Rahim
- Paz Vega jako Renata
- Michael Cumpsty jako Dr. Leon Citro

## Vysílání
| Řada | Díly | Premiéra na Netflixu |
| ---- | ---- | -------------------- |
| 1    | 8    | 16. prosince 2016    |
| 2    | 8    | 22. března 2019      |